# Relaciones Finlandia-Nicaragua
Relaciones Finlandia-Nicaragua se refiere a las relaciones históricas entre Finlandia y Nicaragua. Finlandia está representada en Nicaragua a través de su embajada en México, México. Nicaragua está representada en Finlandia a través de su embajada en Helsinki.

## Asistencia finlandesa
Finlandia es un importante donante de ayuda a Nicaragua. En 2007, la ayuda total ascendió a unos 14,5 millones de euros. La cooperación se centró en el desarrollo rural, la atención de la salud y el apoyo al gobierno local.
En 1992, el gobierno finlandés anunció un programa de ayuda de USD27.4 millones.
En 2006, el gobierno finlandés prometió 4.9 millones de euros para ayudar al gobierno nicaragüense a integrar los sistemas de información de 20 ayuntamientos.
En 2008, el gobierno finlandés revocó un paquete de ayuda de 1,95 millones de euros destinado a Nicaragua en protesta por lo que supuso una falta de transparencia en el presupuesto nacional de Nicaragua y sus elecciones municipales.

## Visitas de Estado
En 2004, el presidente finlandés Tarja Halonen visitó Nicaragua donde declaró que "el gobierno y el Parlamento finlandeses han decidido que Nicaragua es uno de los principales objetivos de la ayuda al desarrollo de Finlandia, pero la visita ha demostrado que Finlandia no sólo está dando dinero, sino que también está interesada en lo que está ocurriendo aquí".
El Presidente finlandés también hizo un discurso ante la Asamblea Nacional de Nicaragua el 31 de mayo de 2004.

## Acuerdos
En 2003, los dos países firmaron el Acuerdo para la Promoción y Protección Recíproca de Inversiones.